# Jozef Regec
Jozef Regec (nascido em 29 de março de 1965) é um ex-ciclista olímpico tchecoslovaco. Representou sua nação em dois eventos nos Jogos Olímpicos de Verão de 1988.